# Nogometni Klub SAŠK Napredak
Il Nogometni klub Sarajevski amaterski športski klub Napredak (it. Club calcistico Club sportivo amatoriale di Sarajevo Progresso), meglio noto come SAŠK Napredak, è una società di calcio di Sarajevo, in Bosnia ed Erzegovina. Attualmente milita nella Prva nogometna liga Kantona Sarajevo, quarta divisione nel campionato bosniaco di calcio.
Nel periodo interbellico, quand'era noto semplicemente come SAŠK, era il club principale della sottofederazione di Sarajevo ed uno dei più importanti del campionato nazionale jugoslavo.

## Storia
Lo SAŠK viene fondato nell'estate del 1910 (come "Hrvatski ŠK"), quando Sarajevo fa parte dell'impero austro-ungarico, ed i fondatori sono calciatori attivi come F. Plaček, Đ. Novotni e N. Sulejmanović. Il club rappresenta la comunità croata.

Nel 1923, dopo aver vinto il campionato della sottofederazione di Sarajevo, raggiunge la finale del campionato jugoslavo dopo aver eliminato Hajduk Spalato e SK Jugoslavija, e questo è il punto più alto raggiunto dal club. Nell'ultimo atto, contro il Građanski Zagabria, lo SAŠK pareggia 1–1, ma poi cede 2–4 nella ripetizione.

Nella stagione successiva il club perde 6–1 contro l'Hajduk in semifinale. Nel 1925 il club riceve un duro colpo dal Građanski al primo turno (6–0). Anche nel 1926 lo SAŠK esce al primo turno. Nel 1927, prima edizione con la formula del girone unico, il club si piazza 5º su 6 partecipanti. Nel 1928 finisce 4º su 6. Per le 2 stagioni successive il club non si qualifica alla competizione e nel 1930-31 fa la sua ultima apparizione, classificandosi 5º su 6.

I principali allenatori della storia del club sono Gal, Bovanda, Giljaković, Kražić, Ferigec e l'ex giocatore dello Sparta Praga František Koželuh.

Durante seconda guerra mondiale il club gioca nel campionato croato, dato che la Bosnia è stata assorbita dallo Stato indipendente di Croazia. Dopo che il comunismo conquista il paese dopo la guerra, tutti i club che hanno preso parte al campionato croato vengono sciolti.

Come lo Slavija, il club viene rifondato dopo l'indipendenza bosniaca nel 1999.

L'anno successivo, lo SAŠK si fonde con i concittadini del NK Napredak (club fondato nel 1994, espressione della società culturale croato-bosniaca HKD Napredak) a formare il NK SAŠK Napredak che raggiunge subito la 1. liga FBiH, la seconda divisione del campionato bosniaco di calcio. Il momento migliore viene nel triennio 2004–07 con due quarti ed un quinto posto in campionato, più il raggiungimento dei quarti di finale nella coppa di Bosnia ed Erzegovina.

Nella stagione 2010–11, il club ha problemi finanziari e vende la licenza al FK Famos di Hrasnica (località nel comune di Ilidža, periferia di Sarajevo). Poiché la federazione non consente l'acquisizione, i due club si uniscono per la stagione 2011–12 e giocano come FK Famos-SAŠK Napredak. Nell'esate 2012 i due club si dividono e lo SAŠK Napredak riparte dalla quarta divisione (la prima regionale).
Nel periodo interbellico lo SAŠK aveva rapporti di cooperazione con lo Zrinjski Mostar, altra espressione della comunità croata. Lo HŠK Zrinjski si rivolgeva spesso al club fraterno di Sarajevo, che occasionalmente lo aiutava con l'acquisto di attrezzature sportive o quando era necessario ridurre la sospensione di uno dei calciatori severamente puniti dalla sottofederazione di Sarajevo. D'altra parte, lo HŠK Zrinjski ha regolarmente conferito a SAŠK una procura in modo che potesse votare a suo nome e rappresentarla a pieno titolo alle assemblee SNP. Anche se sembrerebbe una questione di mutuo beneficio e mutua assistenza, i rapporti tra i due club erano di alto livello per via del loro profilo croato.

## Strutture
Lo Stadio Doglodi, un impianto da 400 posti, ospita le partite interne. Prima della seconda guerra mondiale, il club utilizzava lo Igralište na Kovačićima (detto anche Stadion Kovačići).

## Palmarès

### Competizioni regionali
- Sarajevski nogometni podsavez: 14

1919-1920, 1921-1922, 1922-1923, 1923-1924, 1924-1925, 1925-1926, 1926-1927, 1927-1928, 1932-1933, 1933-1934, 1934-1935, 1936-1937, 1937-1938, 1938-1939

### Altri piazzamenti
- Campionato jugoslavo:

Secondo posto: 1923